# Járás

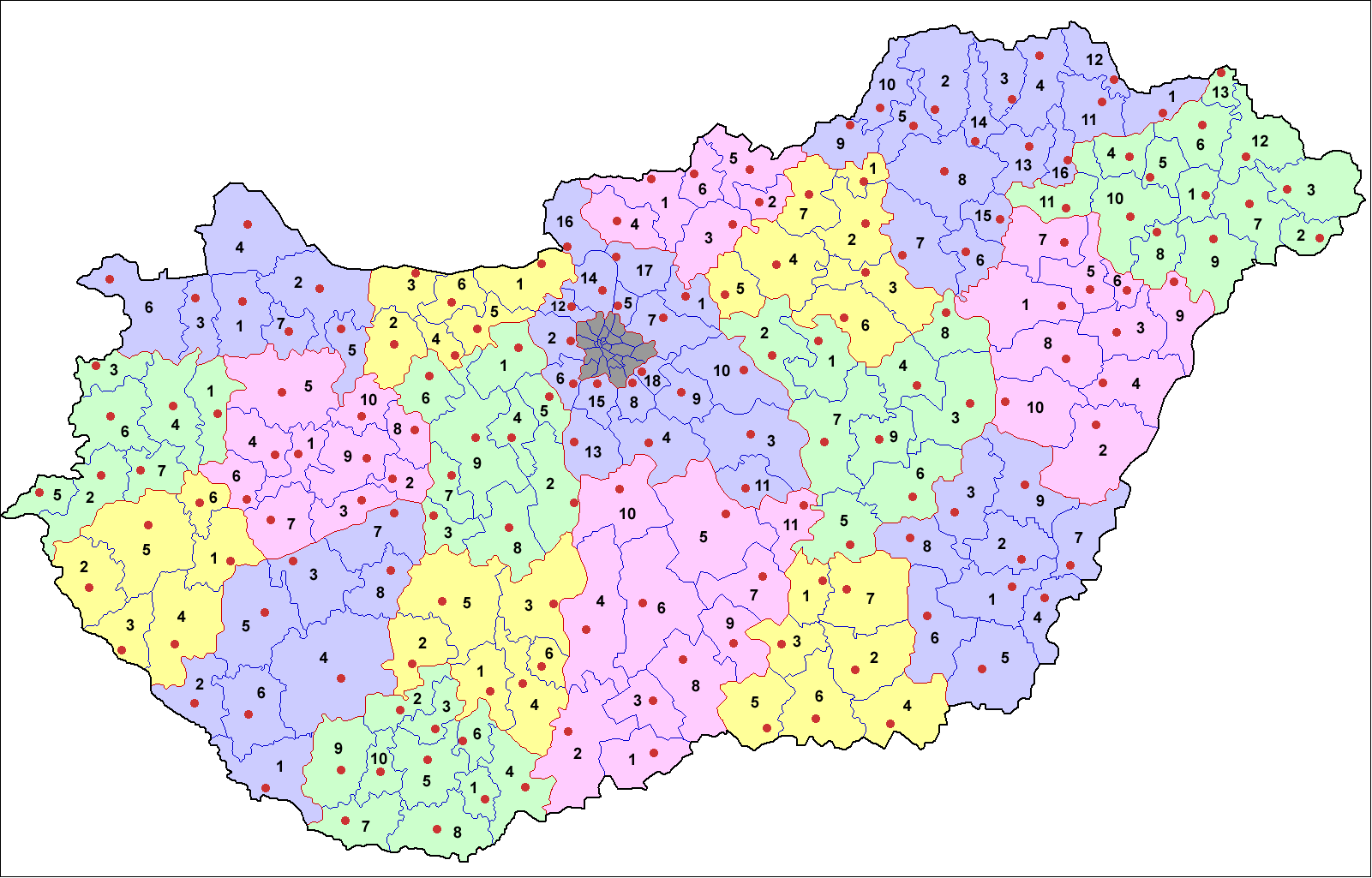
Magyarország járásai a 2013. január 1-jétől a 218/2012. (VIII. 13.) számú kormányrendelet szerint

A járás (latinul: Processus; németül: Stuhlbezirk) a vármegye részét alkotó, annak felosztásával kialakított, települések meghatározott csoportját magába foglaló közigazgatási területi egység Magyarországon. 
2013. január 1-jétől megyénként 6–18, összesen 175 járás jött létre, amelyből ma 174 létezik még.
A járások sok évszázados múltra tekintenek vissza, 1983 és 2012 között azonban nem léteztek. Ebben az időszakban a járásoknak nagyjából megfelelő területi egységek a város- és nagyközségkörnyékek (1984–1990), majd a kistérségek (1994–2012) voltak.
Magyarul járásnak nevezik egyes országok bizonyos közigazgatási egységeit is, amilyen például Szlovákiában az okres vagy Lengyelországban a powiat.

## Járások Magyarországon

### A járások története
A járás a magyar közigazgatás jellegzetes intézménye volt évszázadokon át. Sajátossága abban rejlett, hogy egy regionális önkormányzat – a vármegye – a közigazgatási feladatait általános hatáskörű, területi munkamegosztásban működő szervek – a (fő)szolgabírák, később a járási főjegyzők, majd a járási hivatalok – útján látta el. Ettől a modelltől csak a Tanácsköztársaság idején, valamint 1950–1971 között volt eltérés, amikor a járásokban választott tanácsok működtek.

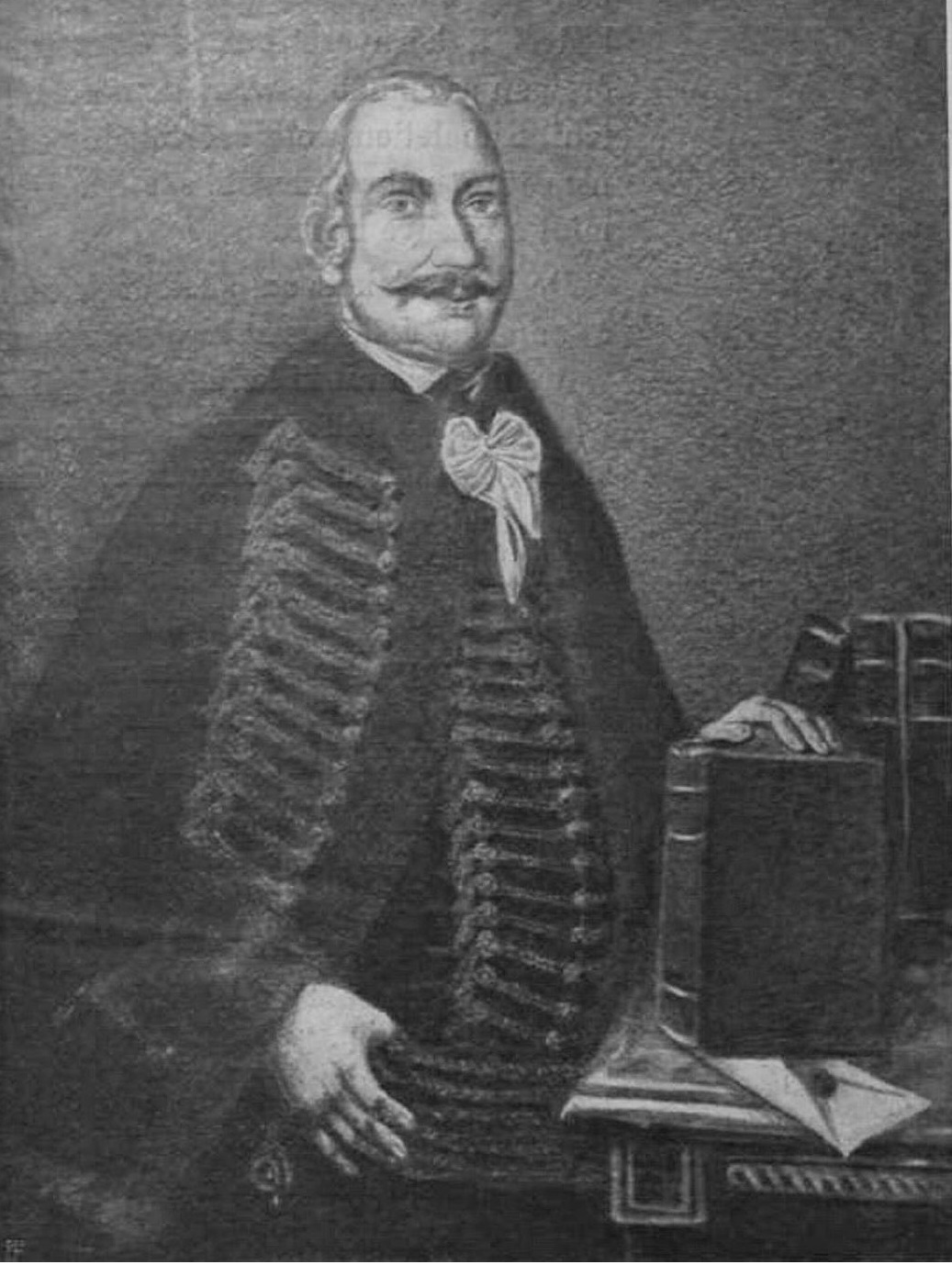
Idősebb kehidai Deák Ferenc (1761–1808), a Zalaegerszegi járás főszolgabírója, földbirtokos. Deák Ferencnek, a „Haza Bölcsének” az édesapja.

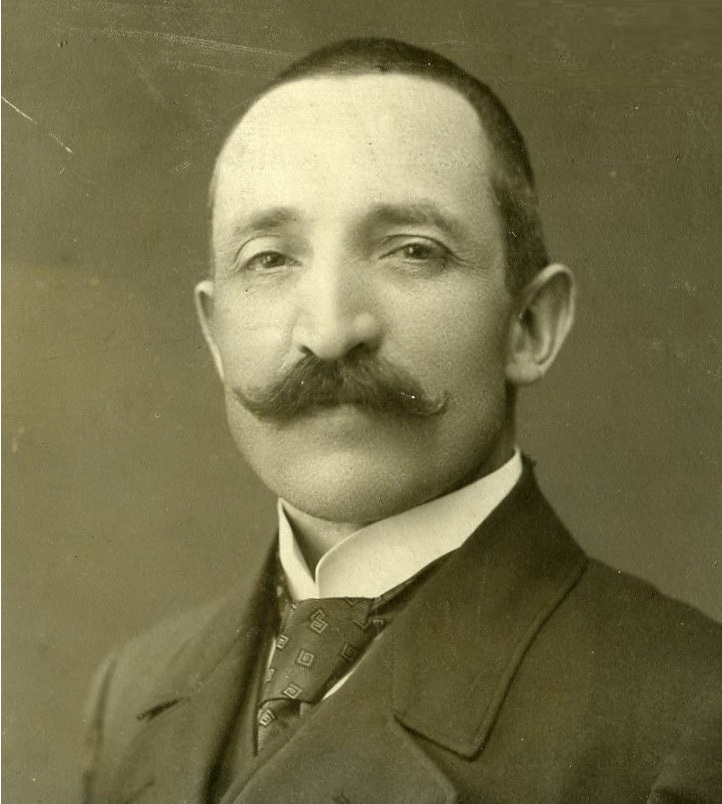
Dr. boldogfai Farkas István (1875–1921), jogász, a Sümegi járás főszolgabírája.

A 16. századtól kezdve jelentek meg a nagyobb megyékben a járások, amelyek kialakulása nagyjából a 18. században fejeződött be. Ekkor minden járásban egy főszolgabírót vagy szolgabíró és néhány alszolgabírót választottak, akik a járást kisebb részekre osztó egy-egy kerületben látták el a szolgabírói feladatokat úgy, hogy a főszolgabírónak is volt egy saját kerülete. A 20. században a járási főszolgabírót a vármegye gyűlésen választották meg. A főszolgabíró egy város (azaz a járás székhelye) és a hozzá tartozó kisebb települések élén állt, és ezek közigazgatásával és igazságszolgáltatásával foglalkozott. A főszolgabíró helyettesítésére, segédként állt a szolgabíró, akit nem választottak meg, hanem a vármegye főispánja kinevezte őt, és sűrűn áthelyezte egy járásról a másikra szükség esetén. Ekkor már nem létezett az alszolgabíró. A főszolgabírót gyakran többször egymásután választották meg, és ha helyesen, tisztességesen, igazságosan tevékenykedett, akár évtizedekig lehetett annak a járásnak a főszolgabírája. Az 1848-ban kezdődött polgárosodás előtt, ahogy a vármegye minden tisztségére is, a szolgabírói, főszolgabírói stb. állásra kizárólag a nemesek pályázhattak, hiszen ez egyik kiváltságuk volt. A polgárosodás kezdetétől a tisztviselők többsége szintén nemesi családok sarja volt, azonban gyakran polgári származású szolgabírákat is megválasztották.

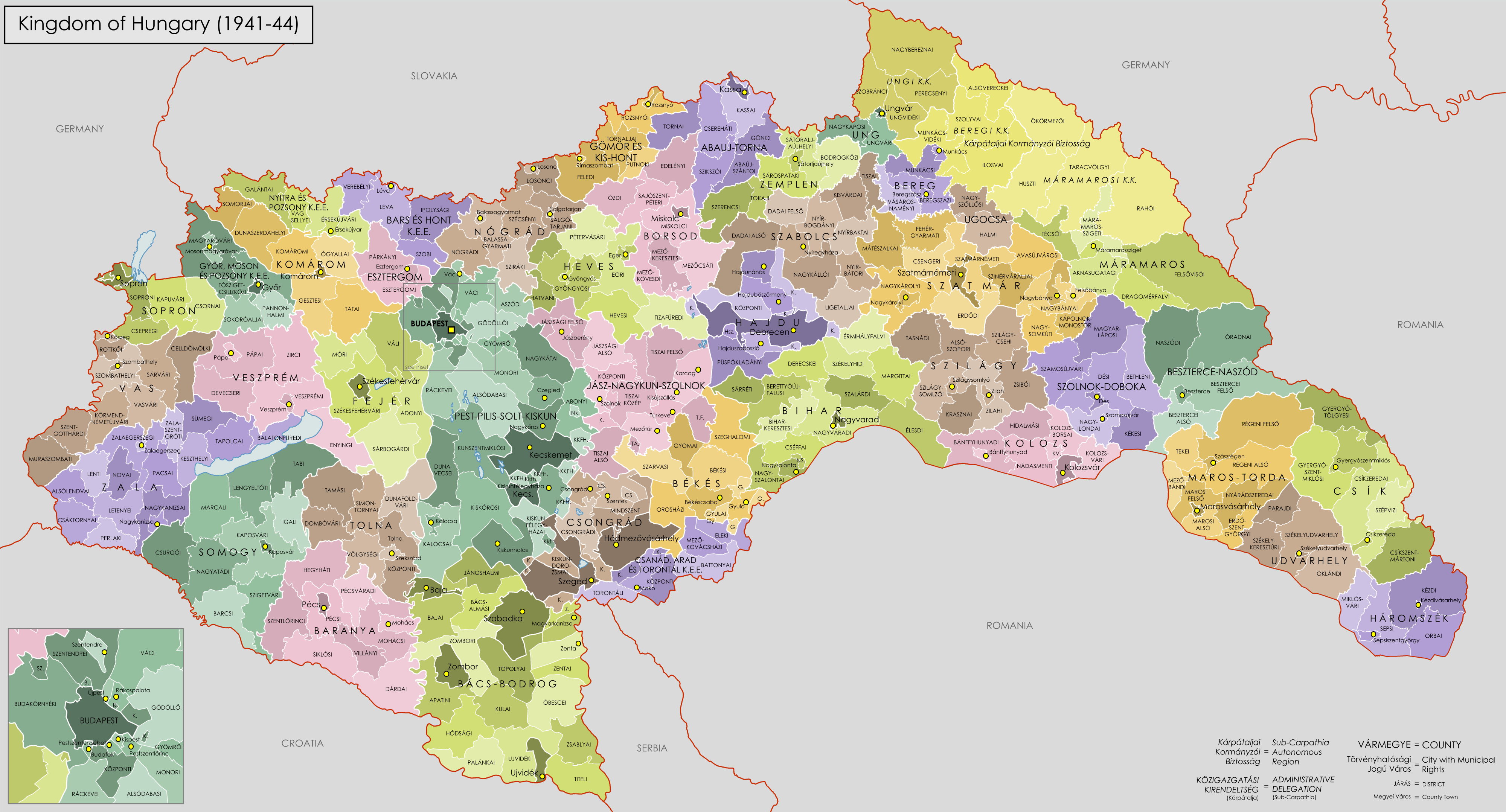
Magyarország közigazgatási beosztása a második világháború ideje alatt

A járási beosztás meglehetősen változékony volt, nem volt a közigazgatási beosztás stabil, kiszámítható eleme. Magyarország akkori területén 1914 végén 442 járás volt (Horvát-Szlavónországban további 70), a Trianon utáni országterületen 1923–1938 között 150 körüli volt a számuk. Az 1950-es járásrendezés, vagyis a tanácsrendszer bevezetése előtt 150, utána 140, 1983 végén, megszűnésükkor pedig 83 volt a számuk.
A járás a nemesi vármegyék fennállása idején igazgatási és igazságszolgáltatási fórum, majd 1948-tól kizárólag igazgatási feladatokat ellátó szerv volt. A járások határai – noha gyakran változhattak – sokszor természeti, gazdasági-földrajzi táji határokat, történeti, néprajzi csoportokat követtek. Sok esetben elnevezésükben is utaltak ilyen összefüggésekre. A járások keretei integráló tényezőként is hathattak a paraszti közösségek életére és műveltségére. 1971-től a megyei tanácsok igazgatási-végrehajtó szerveiként járási hivatalokat szerveztek, ezzel együtt megszűntek testületi szerveik. 1983. december 31-én Magyarországon megszűntek a járások.

### Magyarország járásai 1983. december 31-én

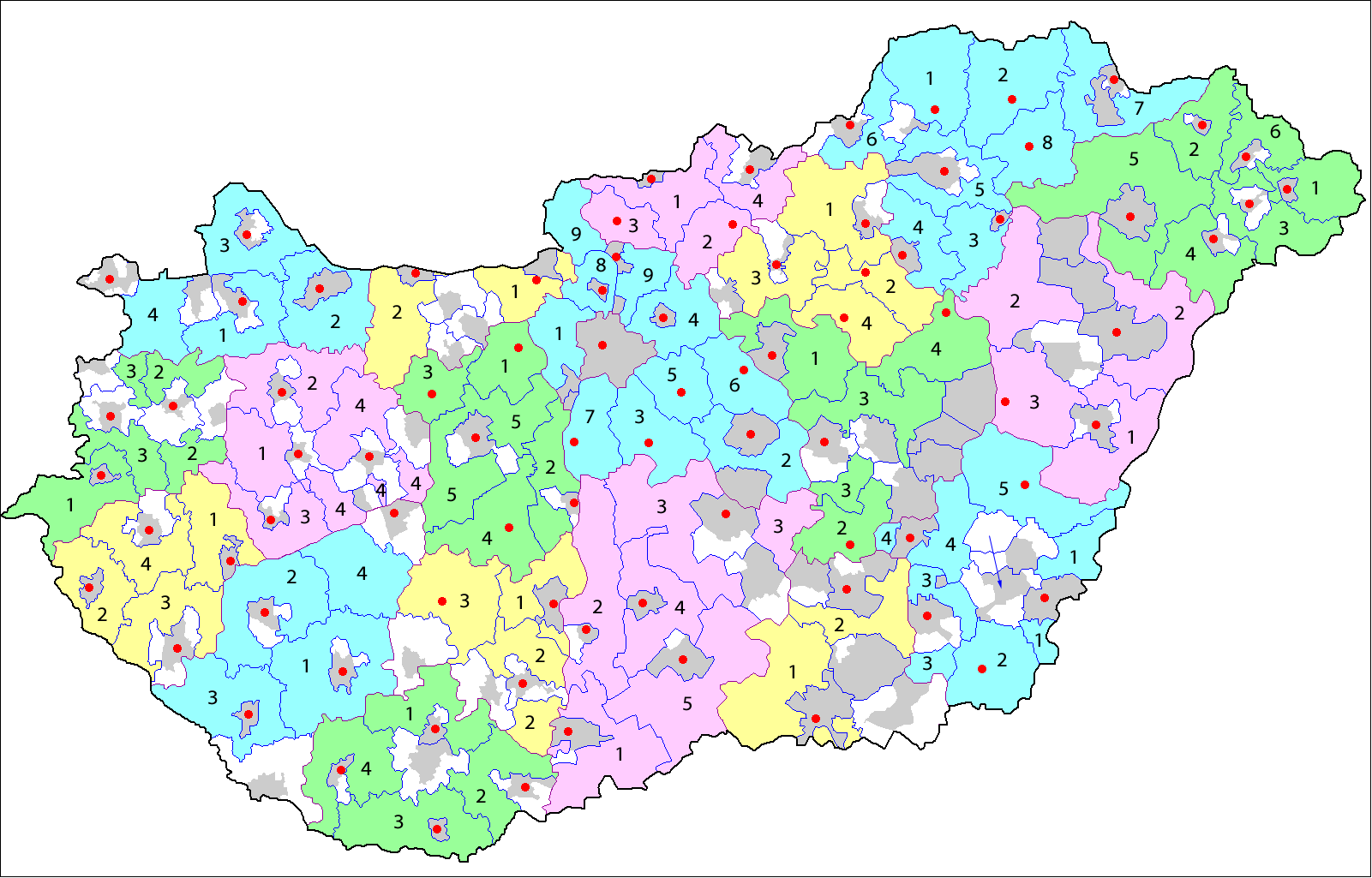
Magyarország járásai megszűnésük előtt, 1983 végén
(a számok a felsorolás szerintiek a megyéken belül)

| - Baranya megye 1. Komlói járás 2. Mohácsi járás 3. Siklósi járás 4. Szigetvári járás - Bács-Kiskun megye 1. Bajai járás 2. Kalocsai járás 3. Kecskeméti járás 4. Kiskőrösi járás 5. Kiskunhalasi járás - Békés megye 1. Gyulai járás 2. Mezőkovácsházi járás 3. Orosházi járás 4. Szarvasi járás 5. Szeghalmi járás - Borsod-Abaúj-Zemplén megye 1. Edelényi járás 2. Encsi járás 3. Leninvárosi járás 4. Mezőkövesdi járás 5. Miskolci járás 6. Ózdi járás 7. Sátoraljaújhelyi járás 8. Szerencsi járás - Csongrád megye 1. Szegedi járás 2. Szentesi járás - Fejér megye 1. Bicskei járás 2. Dunaújvárosi járás 3. Móri járás 4. Sárbogárdi járás 5. Székesfehérvári járás | - Győr-Sopron megye 1. Csornai járás 2. Győri járás 3. Mosonmagyaróvári járás 4. Soproni járás - Hajdú-Bihar megye 1. Berettyóújfalui járás 2. Debreceni járás 3. Püspökladányi járás - Heves megye 1. Egri járás 2. Füzesabonyi járás 3. Gyöngyösi járás 4. Hevesi járás - Komárom megye 1. Dorogi járás 2. Komáromi járás - Nógrád megye 1. Balassagyarmati járás 2. Pásztói járás 3. Rétsági járás 4. Salgótarjáni járás - Pest megye 1. Budai járás 2. Ceglédi járás 3. Dabasi járás 4. Gödöllői járás 5. Monori járás 6. Nagykátai járás 7. Ráckevei járás 8. Szentendrei járás 9. Váci járás | - Somogy megye 1. Kaposvári járás 2. Marcali járás 3. Nagyatádi járás 4. Siófoki járás - Szabolcs-Szatmár megye 1. Fehérgyarmati járás 2. Kisvárdai járás 3. Mátészalkai járás 4. Nyírbátori járás 5. Nyíregyházi járás 6. Vásárosnaményi járás - Szolnok megye 1. Jászberényi járás 2. Kunszentmártoni járás 3. Szolnoki járás 4. Tiszafüredi járás - Tolna megye 1. Paksi járás 2. Szekszárdi járás 3. Dombóvári járás 4. Tamási járás - Vas megye 1. Körmendi járás 2. Sárvári járás 3. Szombathelyi járás - Veszprém megye 1. Ajkai járás 2. Pápai járás 3. Tapolcai járás 4. Veszprémi járás - Zala megye 1. Keszthelyi járás 2. Lenti járás 3. Nagykanizsai járás 4. Zalaegerszegi járás |  |

### Magyarország járásai 2013. január 1-jétől
2013. január 1-jétől új közigazgatási szervekként járási hivatalok jöttek létre Magyarországon, így Magyarország megyéi 29 éves szünet után ismét járásokra tagolódnak. A korábbiaktól eltérően a járási hivatalok hatásköre valamennyi városra és községre kiterjed, Budapesten pedig kerületenként kerületi hivatalok működnek hasonló feladattal. A járások száma 175, a budapesti kerületi hivataloké pedig 23.
2015. január 1-jén a járások száma 174-re csökkent a Polgárdi járás megszűnése miatt.

## Járásnak nevezett közigazgatási egységek más országokban
Magyarul járásnak neveznek egyes közigazgatási egységeket más országokban is. Ennek a megfeleltetésnek az alapja lehet méret- vagy funkcióbeli analógia, a közigazgatási egységek hierarchiájában elfoglalt helyzet, vagy egyszerűen a hagyomány.

### A LAU1 az Európai Unióban
Az Európai Unió országainak egységesített területi rendjében a Local Administrative Unit 1. szintje (LAU1) jelenti a megyék, illetve a megyéknek megfelelő körzetek (NUTS3) alatti több települést összefogó, középszintű közigazgatási egységeket. Ezeknek az egységeknek az egyes országokban különböző elnevezésük van. Angol nevük district, német nevük Verwaltungsgemeinschaft.

### Szlovákia és Csehország járásai

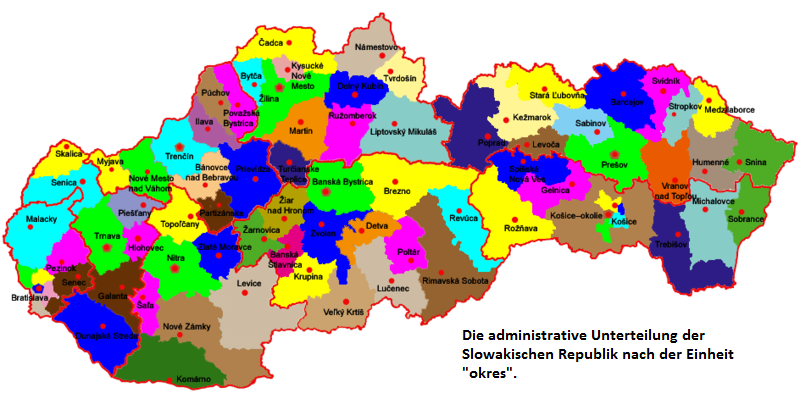
Szlovákia járásai

Szlovákiában a LAU1 közigazgatási egységet (szlovákul okres) a szlovákiai magyarok a járás szóval jelölik. Az országban összesen 79 járás van. A szlovákiai magyarok szóhasználata alapján ugyancsak járásnak nevezhető Csehország 77 okres nevű területi egysége is.

### Ausztria és Németország járásai
Ausztria Bezirk nevű politikai egységei magyarul „járásnak” fordíthatók.
Szintén „járásnak” fordítható a németországi Landkreis nevű közigazgatási egység elnevezése, bár az európai uniós rendszerben nem a LAU1, hanem a NUTS3 szintbe, tehát a magyar megyékkel egy kategóriába sorolják őket. Átlagos területük és lakosságuk a magyar megyékénél kisebb. Jogállásuk tartományonként változó, de szerepük hasonló a magyar megyékéhez, rendelkeznek közvetlenül választott közgyűléssel és szintén közvetlenül választott „megyei elnökkel” (Landrat).

## Járási önkormányzat
Számos országban nemcsak települési önkormányzatok működnek, hanem a járások is választanak önkormányzatot és polgármestert. Ez a járási önkormányzat intézménye, amely megtalálható például Ukrajnában (район) és Lengyelországban (powiat).